# Могилів-Подільський район
Могилів-Подільський район (Могилів-Подільщина) — район Вінницької області в Україні, утворений 2020 року. Адміністративний центр — місто Могилів-Подільський. Площа — 3221 км²  (12,2% від площі області), населення — 144,6 тис. осіб (2020).

## Історія
Район створено відповідно до постанови Верховної Ради України № 807-IX від 17 липня 2020 року.

## Громади району
До його складу увійшли:
- Міські
  - Могилів-Подільська
  - Ямпільська
- Сільські
  - Яришівська
  - Бабчинецька
- Селищні
  - Вендичанська
  - Мурованокуриловецька
  - Чернівецька

Раніше територія району входила до складу Могилів-Подільського (1923—2020), Ямпільського, Чернівецького, Мурованокуриловецького районів, ліквідованих тією ж постановою.